# Saint-Pierre-lès-Nemours
Saint-Pierre-lès-Nemours è un comune francese di 5 812 abitanti situato nel dipartimento di Senna e Marna nella regione dell'Île-de-France.

## Società

### Evoluzione demografica
Abitanti censiti